# Сувинииттю, Анвар
Анвар Сувинииттю (фин. Anvar Suviniitty; род. 14 сентября 1986 года) — финский борец вольного стиля, многократный чемпион Финляндии, участник чемпионата Европы по борьбе в 2020 году.

## Биография
Анвар Сувинииттю родился 14 сентября 1986 года в городе Душанбе в Таджикистане.
В 1992 году переехал в город Ташкент, Узбекистан. В возрасте 10 лет начал заниматься вольной борьбой у тренера Дамира Митхатовича Хусаинова.
В возрасте 11 лет поступил в Республиканское Училище Олимпийского Резерва и окончил его в 2003 году.
2006 год — член сборной Узбекистана по вольной борьбе.
В 2014 году Анвар Сувинииттю переехал в Финляндию.
Анвар Сувинииттю выступает в соревнованиях по вольной борьбе в весовой категории до 61 кг и до 65 кг.
По состоянию на март 2021 года занимает четвертую строчку в мировом рейтинге UWW в весовой категории до 61 кг.

## Участие в соревнованиях
Участник чемпионата Европы по борьбе 2020 года в категории до 61 кг (дошел до 1/8 финала в итоге заняв 12 место).
2021 год - участник соревнований Гран-при Франции памяти Анри Дегляна (Grand-Prix of France) — 10 место (до 57 кг).
2021 год - участник международного турнира Маттео Пелликоне-2021 Рим, Италия (Matteo Pellicone Tournament) — 4 место (до 61 кг).

## Лучшие достижения

#### Чемпионат Узбекистана 2003 года по вольной борьбе среди юношей до 17 лет
- место (до 50 кг)

#### Молодежный чемпионат Узбекистана 2006 года
- место (до 55 кг)

#### Чемпионат Финляндии по вольной борьбе 2015
- Чемпион Финляндии в лёгком весе (до 61 кг)[6]

#### Чемпионат Финляндии по вольной борьбе 2017
- Чемпион Финляндии в лёгком весе (до 61 кг)[7]

#### Чемпионат Финляндии по вольной борьбе 2019
- Чемпион Финляндии в лёгком весе (до 61 кг)[8]

#### Международный турнир Хельсинки Оупен по вольной борьбе 2019
- место в лёгком весе (до 61 кг)[9]

#### Чемпионат Финляндии по вольной борьбе 2020
- Чемпион Финляндии в лёгком весе (до 65 кг)[10]